# José Baptista Pinheiro de Azevedo
José Baptista Pinheiro de Azevedo (Luanda, 5 giugno 1917 – Lisbona, 10 agosto 1983) è stato un ammiraglio e politico portoghese.
Dopo la Rivoluzione dei Garofani, entrò a far parte della Giunta di Salvezza Nazionale. Fu Primo ministro dal 19 settembre 1975 al 23 giugno 1976.

## Onorificenze
| Controllo di autorità | VIAF (EN) 13607508 · ISNI (EN) 0000 0000 6712 3022 · LCCN (EN) n80052481 · GND (DE) 1165658674 |